# إيفا سيمونس
وإسمها الحقيقي إيفا ماريا سيمونس (بالهولندية: Eva Maria Simons) وهي مغنية وكاتبة أغاني هولندية ولدت في يوم 27 أبريل 1984 في عاصمة هولندا أمستردام، وغنت مع فرق و مغنيين كبار مثل فرقة إل إم إف أي أو و مع الدي جي أفروجاك ومع المغني ویل.آي.أم غنت أغنية This is Love وألتي احتلت المرتبة الأولى في المملكة المتحدة.

## روابط خارجية
- إيفا سيمونس على موقع IMDb (الإنجليزية)
- إيفا سيمونس على موقع ميوزك برينز (الإنجليزية)
- إيفا سيمونس على موقع أول ميوزيك (الإنجليزية)
- إيفا سيمونس على موقع ديسكوغز (الإنجليزية)
- إيفا سيمونس على موقع قاعدة بيانات الفيلم (الإنجليزية)